# استیو جنوم
استیو جنوم (انگلیسی: Steve Jennum؛ زادهٔ ۱ ژانویهٔ ۱۹۶۱) ورزشکار هنرهای رزمی ترکیبی اهل ایالات متحده آمریکا است.